# Gabriel Damon
Gabriel Damon, all'anagrafe Gabriel Damon Lavezzi (Reno, 23 aprile 1976), è un attore statunitense.

## Biografia
La sua famiglia si trasferì a Los Angeles, città in cui Damon intraprese la carriera di attore.
Dopo aver realizzato svariati spot commerciali, nel 1984, all'età di otto anni, ottenne il suo primo ruolo cinematografico.
Nel corso degli anni ottanta e poi anche negli anni novanta continuò ad avere numerose parti in serie televisive e altre produzioni note a livello internazionale, quali Tequila Connection (1988), RoboCop 2 (1990), Gli strilloni (1992) quest'ultimo con Christian Bale, David Moscow, Luke Edwards, lavorando con alcuni tra i più rinomati attori e direttori a livello mondiale.
Per la sua attività cinematografica Damon ha conseguito prestigiosi riconoscimenti artistici, come varie candidature agli awards.

## Filmografia

### Cinema
- Terminus, regia di Pierre-William Glenn (1987)
- Tequila Connection (Tequila Sunrise), regia di Robert Towne (1988)
- Journey to Spirit Island, regia di László Pal (1988)
- RoboCop 2, regia di Irvin Kershner (1990)
- Labirinto di ferro (Iron Maze), regia di Hiroaki Yoshida (1991)
- Gli strilloni (Newsies), regia di Kenny Ortega (1992)
- Bayou Ghost, regia di Gardner Compton (1997)
- Social Misfits, regia di Rene Villar Rios (2001)
- Planet Ibsen, regia di Jonathan Wyche (2005)
- Danny Boy, regia di Guy Noland (2006) - corto

### Televisione
- Shattered Vows, regia di Jack Bender – film TV (1984)
- Punky Brewster – serie TV, episodi 1x01-1x02 (1985)
- Riptide – serie TV, episodio 3x07 (1985)
- Il mio amico Arnold (Diff'rent Strokes) – serie TV, episodio 8x11 (1985)
- Storie incredibili (Amazing Stories) – serie TV, episodio 1x11 (1985)
- Squadriglia top secret (Call to Glory) – serie TV, episodi 1x15-2x08 (1984-1985)
- Webster – serie TV, episodio 3x19 (1986)
- General Hospital – serial TV, 1 episodio (1986)
- Vita col nonno (Our House) – serie TV, episodi 1x02 (1986)
- L'imputato è colpevole (Convicted), regia di David Lowell Rich – film TV (1986)
- Casalingo Superpiù (Who's the Boss?) – serie TV, episodio 3x23 (1987)
- Stranger in My Bed, regia di Larry Elikann – film TV (1987)
- Due figli a noleggio (One Big Family) – serie TV, episodi 1x11-2x13 (1986-1987)
- Good Morning, Miss Bliss – serie TV, episodio 1x0 (1987)
- Autostop per il cielo (Highway to Heaven) – serie TV, episodio 4x04 (1987)
- Ohara – serie TV, episodio 2x10 (1988)
- Tales from the Hollywood Hills: Closed Set, regia di Mollie Miller – film TV (1988)
- Genitori in blue jeans (Growing Pains) – serie TV, episodio 4x14 (1989)
- Mr. Belvedere – serie TV, episodio 5x15 (1989)
- Dieci sono pochi (Just the Ten of Us) – serie TV, episodio 2x18 (1989)
- Just Like Family – serie TV, 1 episodio (1989)
- Star Trek: The Next Generation – serie TV, episodio 3x05 (1989)
- Lassie (The New Lassie) – serie TV, episodi 1x01-2x01 (1989-1990)
- Linea diretta (WIOU) – serie TV, episodio 1x08 (1990)
- The Rock – serie TV, 1 episodio  (1990)
- Gli acchiappamostri (Eerie, Indiana) – serie TV, episodio 1x03 (1991)
- Una famiglia tutto pepe (True Colors) – serie TV, episodio 2x21 (1992)
- Il commissario Scali (The Commish) – serie TV, episodio 2x03 (1992)
- Sirens – serie TV,  episodio 2x06 (1994)
- E.R. - Medici in prima linea (ER) – serie TV, episodio 3x22 (1997)
- Baywatch – serie TV, episodi 1x01-1x08 (1989-1997)

### Doppiaggio
- Alla ricerca della Valle Incantata (The Land Before Time), regia di Don Bluth (1988)

## Doppiatori italiani
Nelle versioni in italiano dei suoi film Gabriel Damon è stato doppiato da:
- Corrado Conforti in RoboCop 2
- Francesco Pezzulli in Gli strilloni

Da doppiatore è sostituito da:
- Rossella Acerbo in Alla ricerca della Valle Incantata